# 警世通言
《警世通言》是明末清初作家冯梦龙的白话小说集，初版于天启四年（1624年），与《喻世明言》、《醒世恒言》被称作“三言”。更與后来凌濛初在“三言”的直接影响下撰写的两部短篇小说集《初刻拍案惊奇》和《二刻拍案惊奇》，並稱为“三言二拍”。

## 版本
今存版本，有金陵兼善堂本，日本名古屋蓬左文庫与日本東京大學東洋文化研究所的倉石武四郎文库各有一本，台北的國家圖書館（原名中央圖書館）另有一種40卷足本。近代有人對兼善堂本傳抄，1936年由上海生活書店世界文庫根據傳抄本排印成鉛印版，鄭振鐸校注。1956年嚴敦易以世界文庫本为底本，参考三桂堂本(只剩36卷)加以修订，并删节了其所谓的“不甚適合於廣大讀者”的内容，重作注釋，由作家出版社出版新本，數年後嚴敦易注釋本改由人民文學出版社出版。這個版本有被香港中華書局及台北里仁書局翻印。
1955年，现代的李田意至日本將《三言二拍》拍攝成膠卷，1958年臺北世界書局將《三言》的膠卷直接影印出版，三民書局據此出版鉛印本，沒有删节。

## 內容
《警世通言》共有40卷，每卷为一篇短篇小说，收录的是宋元的话本以及明代的拟话本，其中如《陈可常端阳仙化》、《崔待诏生死冤家》等宋元旧作占了将近一半。
在主题方面，爱情描写在《警世通言》中占了很大比例，包括“杜十娘怒沉百宝箱”、“玉堂春落难逢夫”等名篇，其中“杜十娘怒沉百宝箱”在“思想性和艺术性方面都代表了明代拟话本的最高成就”。而“俞伯牙摔琴谢知音”、“李谪仙醉草吓蛮书”都刻画了古代知识分子的形象。

### 章回目录
- 第一卷 俞伯牙摔琴谢知音
- 第二卷 庄子休鼓盆成大道
- 第三卷 王安石三难苏学士
- 第四卷 拗相公饮恨半山堂
- 第五卷 吕大郎还金完骨肉
- 第六卷 俞仲举题诗遇上皇
- 第七卷 陈可常端阳仙化
- 第八卷 崔待诏生死冤家
- 第九卷 李谪仙醉草吓蛮书
- 第十 钱舍人题诗燕子楼
- 第十一卷 苏知县罗衫再合
- 第十二卷 范鳅儿双镜重圆
- 第十三卷 三现身包龙图断冤
- 第十四卷 一窟鬼癞道人除怪
- 第十五卷 金令史美婢酬秀童
- 第十六卷 小夫人金钱赠年少
- 第十七卷 钝秀才一朝交泰
- 第十八卷 老门生三世报恩
- 第十九卷 崔衙内白鹞招妖
- 第二十计押番金鳗产祸
- 第二十一卷 赵太祖千里送京娘
- 第二十二卷 宋小官团圆破毡笠
- 第二十三卷 乐小舍拚生觅偶
- 第二十四卷 玉堂春落难逢夫
- 第二十五卷 桂员外途穷忏悔
- 第二十六卷 唐解元一笑姻缘
- 第二十七卷 假神仙大闹华光庙
- 第二十八卷 白娘子永镇雷峰塔
- 第二十九卷 宿香亭张浩遇莺莺
- 第三十金明池吴清逢爱爱
- 第三十一卷 赵春儿重旺曹家庄
- 第三十二卷 杜十娘怒沉百宝箱
- 第三十三卷 乔彦杰一妾破家
- 第三十四卷 王娇鸾百年长恨
- 第三十五卷 况太守断死孩儿
- 第三十六卷 皂角林大王假形
- 第三十七卷 万秀娘仇报山亭儿
- 第三十八卷 蒋淑真刎颈鸳鸯会
- 第三十九卷 福禄寿三星度世
- 第四十旌阳宫铁树镇妖